# Georg Kelling
Georg Kelling (Dresda, 7 luglio 1866 – Dresda, 14 febbraio 1945) è stato un chirurgo tedesco.

## Biografia
Studiò medicina presso le Università di Lipsia e Berlino. Conseguì il dottorato in medicina nel 1890, e in seguito lavorò come medico all'ospedale della città di Dresda. Nel 1890, Kelling escogitò un esofagoscopio.
Kelling specializzò in fisiologia e anatomia gastrointestinale. Gli viene attribuito il primo esame laparoscopico, una procedura che definì "celioscopia". Nel 1901 eseguì la procedura sull'addome di un cane usando un cistoscopio-Nitze. Prima della visione cistoscopica dell'addome, Kelling lo ha insufflato con aria filtrata attraverso un dispositivo noto come trocar. L'insufflazione fu utilizzata per creare un pneumoperitoneo al fine di prevenire il sanguinamento intra-addominale.